# Stellidia ocina
Stellidia ocina là một loài bướm đêm trong họ Erebidae.